# Silikat

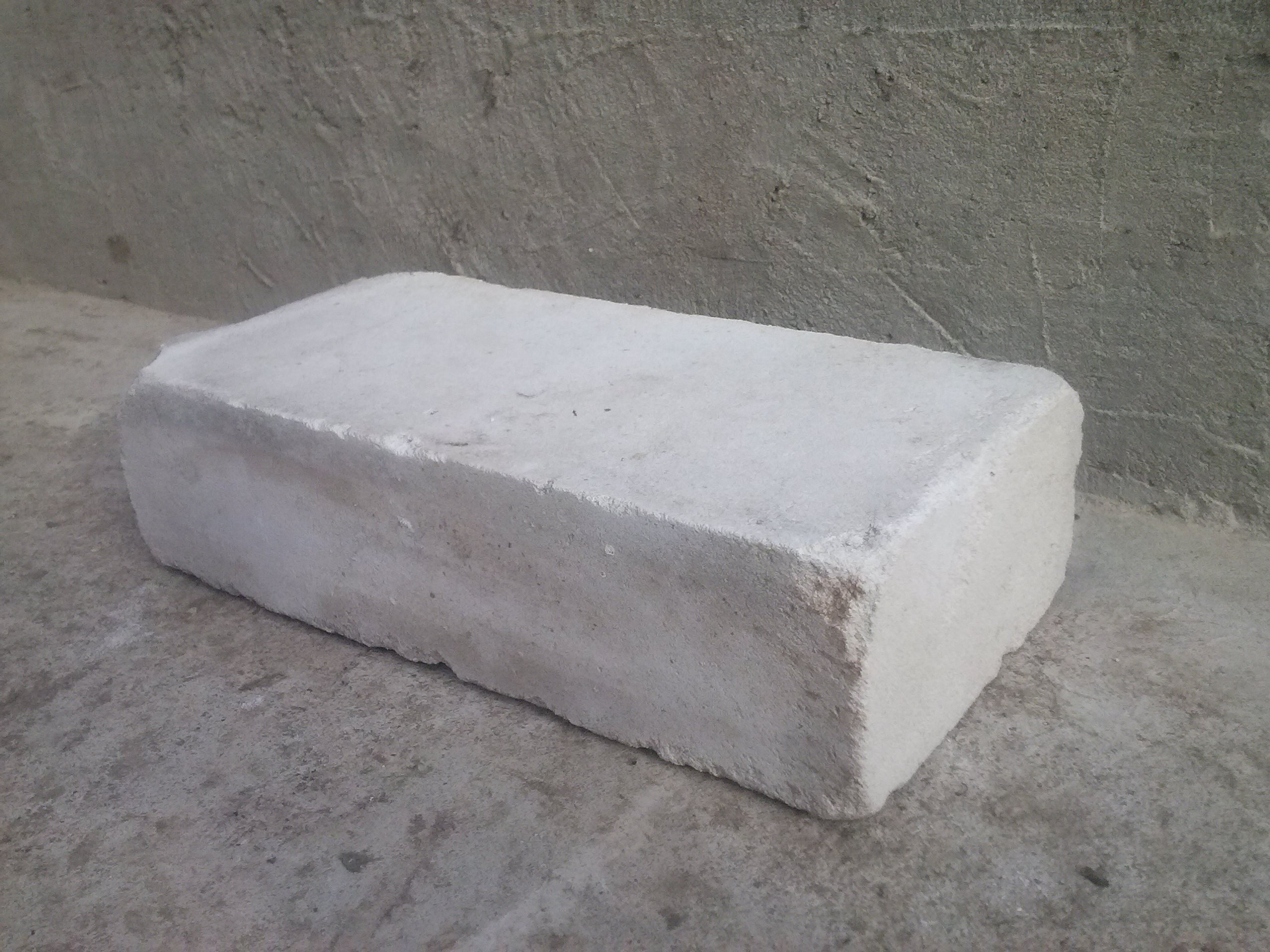
Cegła silikatowa

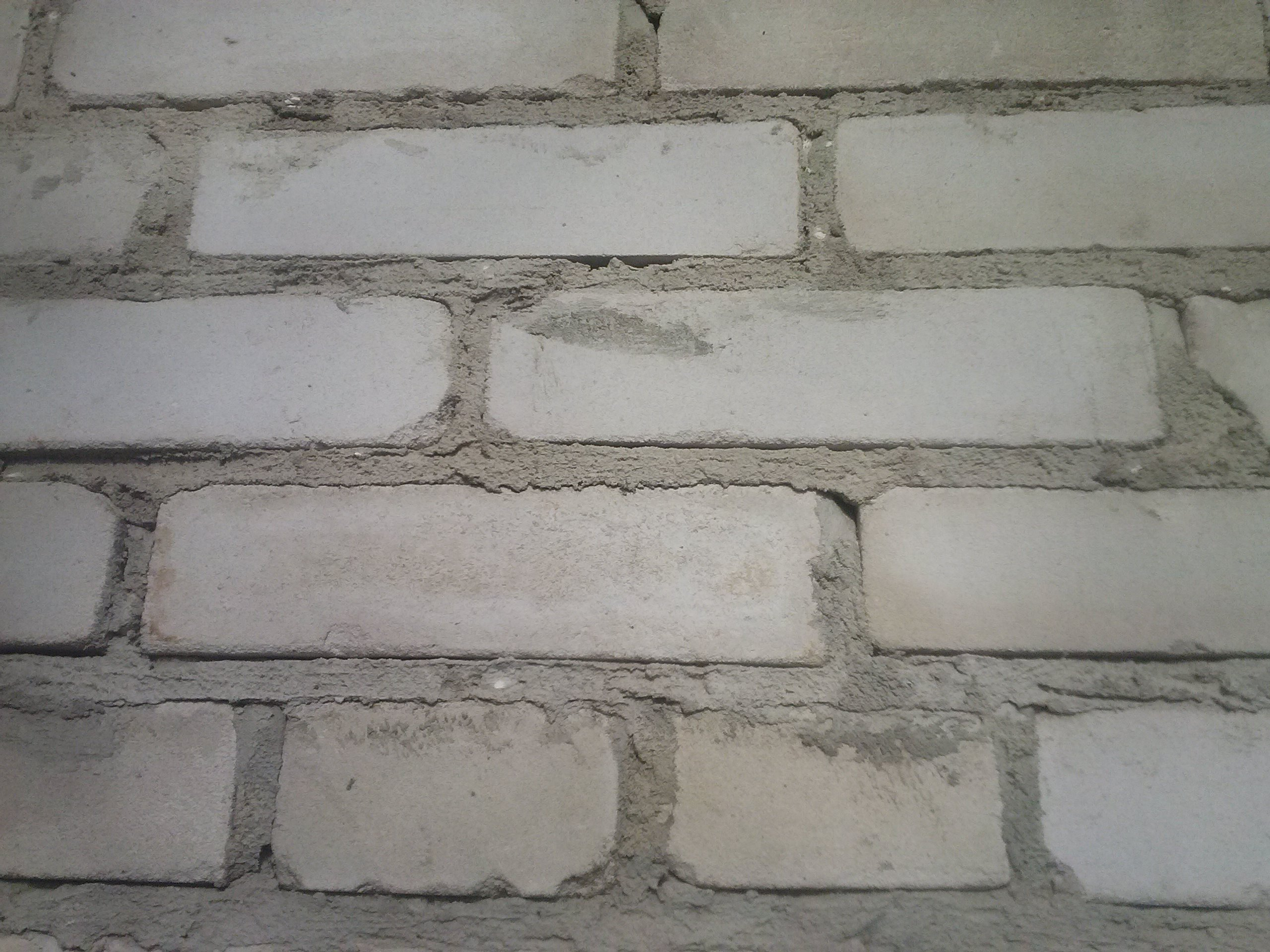
Ściana z cegły silikatowej

Silikat (od łac. silicium „krzem”) – materiał budowlany wytwarzany z piasku kwarcowego, wapna palonego i wody, produkowany w formie cegieł silikatowych, bloczków i pustaków. Wykorzystywany w budownictwie mieszkaniowym i gospodarczym.

## Historia
Technologia wytwarzania silikatów została opisana w patencie niemieckiego naukowca Wilhelma Michaelisa („Sposób wytwarzania sztucznego piaskowca”, German Patentschrift nr 14195/1881). Masowa produkcja tych materiałów rozpoczęła się w 1894 r. w Neumünster, natomiast pierwsza wytwórnia na ziemiach znajdujących się obecnie w granicach Rzeczypospolitej Polskiej rozpoczęła swoją działalność w 1903 r. w Piszu (Mazurska Wytwórnia Cegły Piaskowo-Wapiennej Sp. z o.o.; Johannisburg, Masurische Kalksandsteinwerke e.G.m.b.H.).

## Produkcja
Silikat jest odwzorowaniem występującego w naturalnych warunkach piaskowca. Do jego produkcji wykorzystywane są piasek kwarcowy (ok. 90–92% masy) składający się niemal w całości z ditlenku krzemu SiO2, wapno palone (ok. 5–8% masy) i woda. Z wymienionych surowców przygotowywana jest mieszanka, która dojrzewa od 2 do 4 godzin w silosach (reaktorach). W tym czasie następuje proces gaszenia wapna, w trakcie którego zachodzi reakcja chemiczna tlenku wapnia z wodą i powstaje wodorotlenek wapnia: CaO + H
2O  →  Ca(OH)
2. Następnie mieszanka dostarczana jest do pras, które formują odpowiednie wyroby. Ostatni etap produkcji silikatów polega na ich naparzaniu w hermetycznych zbiornikach nasyconą parą wodną pod wysokim ciśnieniem (1,2–1,6 MPa) w temperaturze ok. 200 °C. Proces ten nazywany jest autoklawizacją i trwa od 6 do 12 godzin. W zachodzącej wówczas reakcji chemicznej wodorotlenek wapnia łączy się z ditlenkiem krzemu, który to proces, w bardzo dużym uproszczeniu, opisuje następujące równanie reakcji: 2Ca(OH)
2 + SiO
2  →  2CaO·SiO
2·2H
2O. Powstające w tym procesie uwodnione krzemiany wapnia nadają wyrobom wysoką wytrzymałość na ściskanie.
Wymagania wobec materiałów silikatowych w Polsce określa norma PN-EN 771-2+A1:2015-10 Wymagania dotyczące elementów murowych – Część II: Elementy murowe silikatowe.

## Asortyment
Wytwarza się:cegły pełne, bloczki drążone, elementy uzupełniające (bloki wentylacyjne, połówki, bloki pomocnicze), cegły łupane oraz płytki elewacyjne. Możliwe jest barwienie w masie.

## Właściwości
Wyroby silikatowe cechują się następującymi zaletami:
- dobra izolacyjność akustyczna wynikająca z dużej masy i sztywności przegrody,
- paroprzepuszczalność,
- akumulacyjność cieplna,
- odporność na korozję biologiczną,
- mrozoodporność[2],
- duża odporność ogniowa, są całkowicie niepalne, nie wydzielają substancji szkodliwych podczas pożaru, nieotynkowana ściana o grubościach 240 mm ma ognioodporność ok. 240 minut,
- duża powtarzalność wymiarów,
- niskie koszty produkcji,
- wytrzymałość na ściskanie od 15 do 30 MPa[1].

## Zastosowanie
Bloczki wapienno-piaskowe są wykorzystywane do wznoszenia budynków jedno i wielomieszkaniowych, publicznych, gospodarczych, oraz obiektów małej architektury. Murowanie można wykonywać w technologii cienkospoinowej klejowej lub na zaprawy tradycyjne. Wysoka wytrzymałość pozwala na wznoszenie nośnych ścian konstrukcyjnych w budynkach kilkunastopiętrowych oraz ścian nośnych w strefach przegród o znacznych naciskach punktowych (np. ściany w strefach międzyokiennych). Specjalny rodzaj cegieł wapienno-piaskowych białych oraz barwionych wykorzystywany jest do wykonywania elewacji budynków lub budowy ogrodzeń.

## Oddziaływanie na środowisko
Dzięki stosowanym surowcom oraz procesowi produkcji silikaty są materiałami ściennymi o niskim wpływie na środowisko naturalne. Dotyczy to również robót budowlanych, eksploatacji oraz recyklingu.